# Echinomermella matsi
Echinomermella matsi is een rondwormensoort uit de familie van de Mermithidae. De wetenschappelijke naam van de soort is voor het eerst geldig gepubliceerd in 1987 door Jones & Hagen.
'Echinomermella matsi is een endoparasitaire rondworm, die onder andere voorkomt in de zee-egel (Strongylocentrotus droebachiensis).